# Швейцария на «Евровидении-2012»
Швейцария принимала участие в конкурсе песни Евровидение 2012, который пройшёл в Баку, Азербайджан в 52 раз. Национальный финал состоялся 10 декабря 2011 года в Кройцлингене на Bodensee Arena.

## Национальный отбор
22 июля 2011 года SF объявил, что национальный финал будет состоять из 14 участников, что на 2 больше чем в прошлом году.

### Отбор SF
Общее количество выбранных участников от канала составило 6 конкурсантов. В период с 1 сентября по 30 сентября 2011 года конкурсанты могли отправить свои заявки в SF. В итоге было отправлено 221 заявка.
| Исполнитель   | Песня                 |
| ------------- | --------------------- |
| Лиз Ассиа     | «C'était ma vie»      |
| Emel          | «She»                 |
| Ivo           | «Peace & Freedom»     |
| I Quattro     | «Fragile»             |
| Raphael Jeger | «The Song In My Head» |
| Macy          | «Shining»             |

### Отбор DRS 3
Телеканал DRS 3 выбрал трех участников национального финала. Ими стали Гильермо Сорая, Патрик Скотт и Фабьен Лувье, Сара Маклауд. Однако Сара Маклауд была дисквалифицирована, так как акустическая версия её конкурсной песни была опубликована в 2009 году. Она была заменена на группу Atomic Angels с песней «Black Symphony».
| Исполнитель                        | Песня            |
| ---------------------------------- | ---------------- |
| Guillermo Sorya                    | «Baby Baby Baby» |
| Patric Scott feat. Fabienne Louves | «Real Love»      |
| Atomic Angels                      | «Black Symphony» |

### Отбор RSI
RSI выбрал 2 композиции. В общей сложности 22 песни были отобраны каналом для интернет отбора. Пять из них выбрало профессиональное жюри, а оставшиеся 2 песни из 17 выбирали интерне-голосованием.
| Номер | Исполнитель    | Песня             |
| ----- | -------------- | ----------------- |
| 1     | Vittoria Hyde  | «It’s Your Love»  |
| 2     | Gianluca Solci | «Giro intorno»    |
| 3     | Rossella       | «Here I Am»       |
| 4     | Laetitia       | «The Big Picture» |
| 5     | Sinplus        | «Unbreakable»     |
| 6     | Chiara Dubey   | «Anima nuova»     |
| 7     | Scilla         | «Masquerade»      |

### Отбор RTS
Телеканал выбрал трех финалистов. Заявки могли быть посланы до 30 сентября 2011 года. Всего поступило 27 заявок. Жюри сократило список до 10 участников. Финалистов выбирали путём голосования жюри и онлайн-голосования в пропорции 50/50 3 ноября 2011 года.
| Исполнитель                  | Песня                                  |
| ---------------------------- | -------------------------------------- |
| ADN 2.0                      | «Dark light»                           |
| Katherine St-Laurent         | «Wrong to let you go»                  |
| Marie-Élaine & Étienne       | «Demande-moi»                          |
| Romanz                       | «For you (I’ll build Rome in one day)» |
| Sinplus                      | «Unbreakable»                          |
| Sosofluo                     | «Quand je ferme les yeux»              |
| The Kompozit                 | «Le faim du monde»                     |
| Valentine de Rham            | «It doesn’t have to rain today»        |
| Vartoch' et les Aliens       | «Boum sur saturne»                     |
| Ze Flying Zézettes Orchestra | «L’autre»                              |

## Национальный финал
Национальный финал состоялся 10 декабря 2011 года в Кройцлингене на Bodensee Arena, ведущим которого был Свен Эпиней. Все четырнадцать конкурсантов пели свои песни в сокращенной версии по 2 минуты. 100 % голосованием телезрителей был выбран победитель конкурса, при этом помогали определится со своим выбором помогала «группа экспертов», состоящая из Ника Хартманна, Карлоса Лила и Stämpf.
| Номер | Исполнитель                        | Песня                     | Голосование | Место | Канал |
| ----- | ---------------------------------- | ------------------------- | ----------- | ----- | ----- |
| 01    | Patric Scott feat. Fabienne Louves | «Real Love»               | 9.81 %      | 6     | DRS 3 |
| 02    | Emel                               | «She»                     | 1.3 %       | 11    | SF    |
| 03    | Chiara Dubey                       | «Anima nuova»             | 13.82 %     | 3     | RSI   |
| 04    | Guillermo Sorya                    | «Baby Baby Baby»          | 1.19 %      | 12    | DRS 3 |
| 05    | Macy                               | «Shining»                 | 3.49 %      | 9     | SF    |
| 06    | Sosofluo                           | «Quand je ferme les yeux» | 1.08 %      | 14    | RTS   |
| 07    | Atomic Angels                      | «Black Symphony»          | 2.36 %      | 10    | DRS 3 |
| 08    | Ivo                                | «Peace & Freedom»         | 16.02 %     | 2     | SF    |
| 09    | Ze Flying Zézettes Orchestra       | «L’autre»                 | 1.17 %      | 13    | RTS   |
| 10    | Raphael Jeger                      | «The Song In My Head»     | 5.96 %      | 7     | SF    |
| 11    | I Quattro                          | «Fragile»                 | 10.56 %     | 4     | SF    |
| 12    | Sinplus                            | «Unbreakable»             | 17.87 %     | 1     | RSI   |
| 13    | Лиз Ассиа                          | «C'était ma vie»          | 5.46 %      | 8     | SF    |
| 14    | Katherine St-Laurent               | «Wrong to let you go»     | 9.91 %      | 5     | RTS   |

## На конкурсе Евровидение
Швейцария выступила в первом полуфинале конкурса, который состоиялся 22 мая 2012 года.